# Polyzonus prasinus
Polyzonus prasinus es una especie de escarabajo longicornio del género Polyzonus, subfamilia Cerambycinae, tribu Callichromatini. Fue descrita científicamente por White en 1853.
El período de vuelo ocurre en los meses de mayo, junio y julio.

## Descripción
Mide 16-22 milímetros de longitud.

## Distribución
Se distribuye por Camboya, China, India, Malasia, Birmania, Tailandia y Vietnam.